# Le Hockey qui tue
Le Hockey qui tue (en France) ou Lisa gardien de but (au Québec) (Lisa on Ice) est le 8e épisode de la saison 6 de la série télévisée d'animation Les Simpson. L'épisode a été diffusé le 13 novembre 1994 aux États-Unis, le 30 septembre 1995 en France et le 3 avril 1996 en Belgique. Le proviseur Seymour Skinner organise une cérémonie dans laquelle il donne des avertissements aux élèves dans les matières où ils sont faibles. Lisa est surprise de recevoir un en sport. Pour augmenter sa note, elle doit participer à une discipline sportive. Elle ne semble douée dans aucun sport, jusqu'à ce qu'elle assiste à un match de hockey dans lequel Bart joue.
L'épisode a été écrit par Mike Scully et réalisé par Bob Anderson, dont la passion pour le hockey a inspiré le scénario. Il présente des références culturelles aux films tels que Roberball et Le Pape de Greenwich Village. L'épisode a été bien reçu par les critiques et a acquis une note de 11,6 sur l'échelle de Nielsen.

## Synopsis

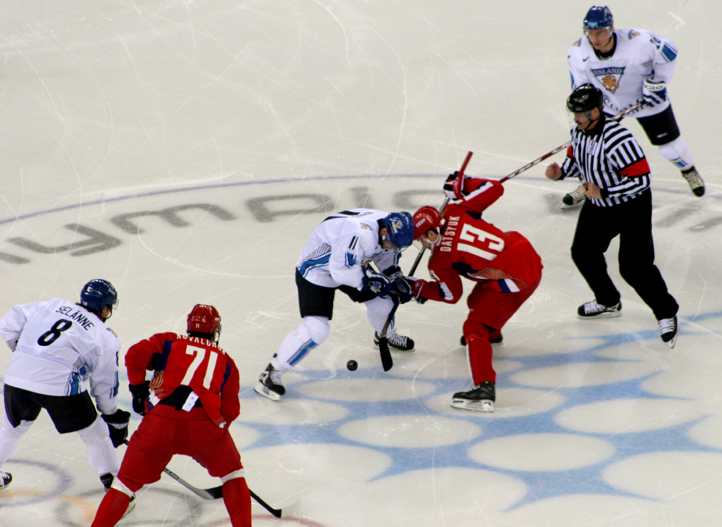
Le hockey sur glace est le thème principal de l'épisode.

Bart est le meilleur attaquant de son équipe de hockey ; quant à sa sœur Lisa, elle vient de devenir la gardienne de but de l'autre équipe de Springfield et elle se révèle très douée. Bart et Lisa commencent alors entrer en compétition l'un contre l'autre, car Homer évalue sa préférence entre ses enfants en fonction de leurs résultats sportifs.
Lorsque Bart et Lisa font leurs devoirs, ils regardent les nouvelles de Kent Brockman. Bart croit qu'il y a de la neige et lance ses devoirs au foyer, mais Lisa croit que Kent se trompe avec ses prévisions et auront de l'école demain. Le lendemain matin, lorsque Bart se réveille, Lisa lance à Bart une boule de neige. Bart poursuit Lisa et se rend dehors mais il voit qu'il n'y a pas de neige : il fait soleil et se fait moquer par ses amis.
Ils vont à l'école, et les élèves se rendent à l'auditorium annoncé par le proviseur Skinner. Skinner organise alors une cérémonie en distribuant des avertissements aux élèves médiocres et Skinner nomme la cérémonie : « l'Oscar de la médiocrie ». Après avoir nommé Ralph et Nelson, Bart croyait vraiment qu'il allait en avoir un mais finalement Skinner nomme Lisa pour l'éducation physique. Homer et Lisa veulent alors Lisa fasse des efforts et puis Homer est fier que Bart n'a pas imité sa signature. Homer achète ainsi des nouveaux patins de hockey pour Bart.
Pour améliorer sa note en éducation physique, Lisa doit faire partie d'une équipe sportive. En essayant le basket-ball et le volley-ball, ça n'a pas marché. La famille va voir un match de hockey que Bart joue et Homer a été fier de la victoire de l'équipe de Bart. Pour l'équipe de Apu, il décide de mettre Lisa en tant que gardien de but vu qu'elle a arrêté la rondelle que Apu a tirée. Lisa est alors contente comme ça elle n'aura pas de F. Lors du premier match de Lisa, elle a arrêté tous les tirs et Marge et Lisa sont fiers d'elle. Ses coéquipiers et Apu sont contents d'elle mais Bart est jaloux d'elle. Après s'être fait rire à l'école, Bart est déçu que Homer la préfère. Ensuite, il commence à se battre avec Lisa et Marge le voit. Elle ne veut ainsi plus qu'ils se battent et elle dit qu'ils ne sont pas en compétition, Homer vient de dire qu'ils sont tous les deux en compétition parce que les deux équipes vont s'affronter. Ce soir, l'équipe de Lisa affronte celle de Bart, après que Jimbo a fait trébucher Bart alors qu'il allait tirer au but, Jimbo a eu une pénalité pour faire trébucher, il y aura alors un tir de pénalité. Bart et Lisa se souviennent de ce qu'ils ont fait ensemble quand ils étaient petits et se réconcilient. Le match s'achève sur un match nul.

## Production

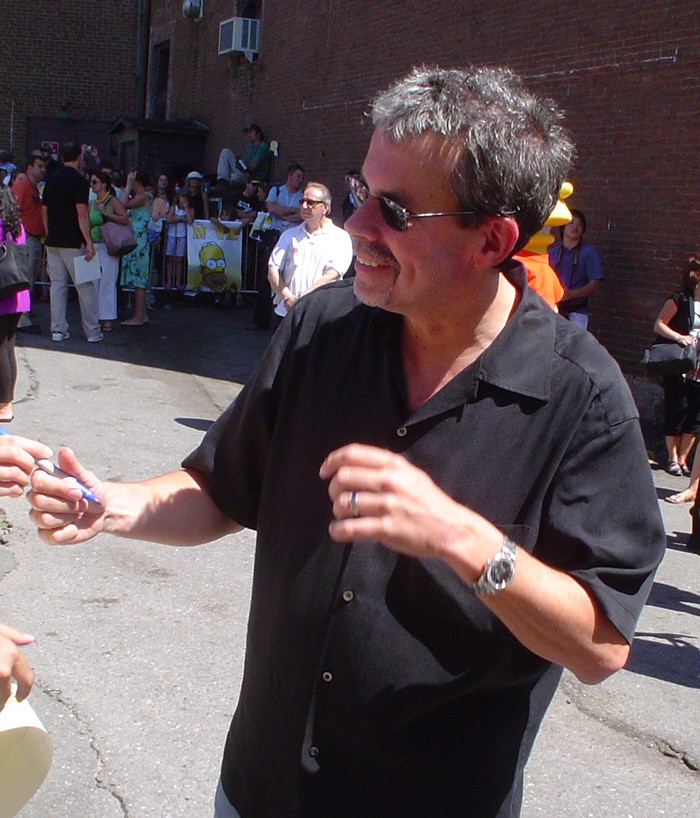
Mike Scully, le scénariste de l'épisode.

L'idée de l'épisode est venue du scénariste Mike Scully, qui a voulu faire un épisode impliquant le hockey sur glace en raison de sa passion pour le sport. Bob Anderson, qui avait aussi un intérêt pour le hockey, a réalisé l'épisode.